# Maniola pallens
Maniola pallens är en fjärilsart som beskrevs av Thierry-mieg 1889. Maniola pallens ingår i släktet Maniola och familjen praktfjärilar. Inga underarter finns listade i Catalogue of Life.